# Palazzo dei Principi di Monaco
Il Palazzo dei Principi (o Palazzo del Principe, talvolta indicato come Palazzo Grimaldi e noto ai monegaschi come Palais Princier) è la residenza ufficiale del principe di Monaco. Fondato in origine nel 1191 come una fortezza genovese, durante la sua lunga e sovente drammatica storia, esso venne bombardato e assediato da alcune potenze straniere, nel tentativo di impadronirsi del piccolo Stato di Monaco. Dal 1297 esso divenne la residenza ancestrale della famiglia Grimaldi che regnarono sull'area dapprima come signori feudali, e poi dal XVII secolo come principi sovrani.
Per questo mentre la maggior parte dei sovrani europei costruivano palazzi lussuosi, rinascimentali e barocchi, la politica e il senso comune dei sovrani monegaschi li spinse a fortificare la loro dimora, rendendola un luogo unico su tutto il continente. Quando le sue fortificazioni vennero abbattute alla fine del XVIII secolo, esso venne, però, attaccato dai francesi che lo privarono dei suoi tesori e che contribuirono a gettarlo nel declino, mentre i Grimaldi erano in esilio, una permanenza forzata che durò 20 anni.
L'occupazione stessa dello stabile da parte della famiglia Grimaldi può considerarsi inusuale in quanto essi ne fecero la loro residenza stabilmente per oltre settecento anni, dal momento che non possedevano altri palazzi nel principato. La costruzione divenne quindi il diretto riflesso della loro ricchezza e potenza nel corso dei secoli, dedicandosi a rifacimenti e restauri della fortezza originaria, sino ai giorni nostri. Per questi motivi, non solo esso esprime la storia di Monaco, ma anche della famiglia che lo ha abitato e che nel 1997 ha celebrato i suoi 700 anni di governo dallo stesso palazzo.
Durante il XIX e XX secolo divenne il simbolo internazionale del glamour e della decadenza romantica, il che contribuì ad associarlo a Monte Carlo ed alla riviera francese, ancor di più quando "castellana" del palazzo divenne l'attrice americana Grace Kelly, nel 1956.

## Palazzo dei Principi

A: Entrata; B, C: Appartamenti di Stato, doppia loggia e scalinata d'onore; D:Cappella; E:Piscina, F: Torre di Tutti i Santi; G: Serravalle; H: Torre Sud; K: Torre di Mezzo; M: Torre di Santa Maria.

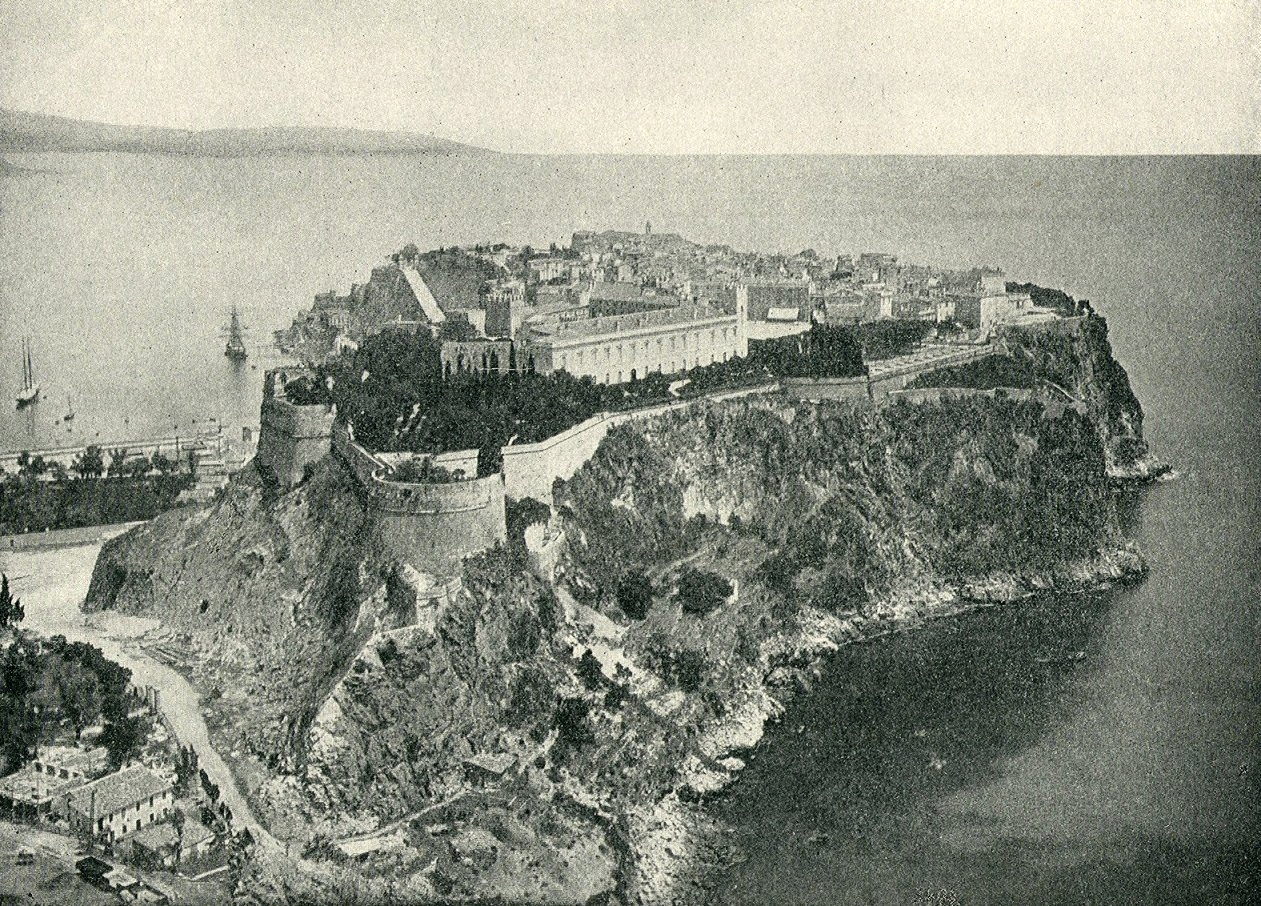
Il palazzo dei principi nel 1890, dove si possono chiaramente identificare la facciata classica e le fortificazioni medioevali. Per l'ammodernamento del paese e la crescita della flora del parco, è oggi impossibile avere questa visuale.

Il palazzo è un insieme di stili architettonici, le cui origini antiche gli conferiscono una certa simmetria. La facciata principale appare come una terrazza rinascimentale. Questa venne scelta probabilmente per mascherare le precedenti fortificazioni medioevali, tra cui spiccano le torri, che vennero quasi tutte ricostruite nel XIX secolo. Sul retro dell'edificio, questi fortilizi sono rimasti prevalentemente intatti. Una grande armonia d'architettura venne derivata dalla corte d'onore attorno alla quale il palazzo è costruito, dove due finestre ad arcate servono sia da balcone cerimoniale per le apparizioni del principe, sia come entrate del corridoio che collega i vari appartamenti della residenza.
Gli appartamenti più rilevanti sono indubbiamente quelli di Stato. Questi vennero realizzati nel XVI secolo e completamente ristrutturati nel corso del XVIII secolo sul modello di quelli di Versailles. I restauri del XIX secolo, consolidarono lo stile del XVIII secolo, il quale prevale tuttora.
Disegnate come un'infilata di stanze a mo' di percorso cerimoniale sino alla sala del trono, il processionale ha inizio sullo scalone d'onore che conduce dalla corte d'onore alla galleria di Ercole. Da qui si passa nella galleria degli specchi, una lunga stanza ispirata all'omonima sala presente alla reggia di Versailles. Questa galleria conduce al primo degli appartamenti di rappresentanza, la sala degli ufficiali, dove gli ospiti vengono accolti dai funzionari di corte prima di essere introdotti a udienza col principe nella sala del trono. Da qui il percorso continua nella sala blu. Questa, contraddistinta da una tappezzeria in broccato blu, è decorata coi ritratti della famiglia Grimaldi e con candelieri di Murano. La seguente stanza, la più grande degli appartamenti, è la sala del trono. Il soffitto e gli affreschi vennero disegnati ed eseguiti da Orazio de Ferrari e rappresentano le vicende di Alessandro il Grande. Il trono, in stile impero, è posto sopra una pedana rialzata, dietro al quale si staglia un drappeggio rosso sormontato da un baldacchino, terminante con una corona principesca. I pavimenti sono in marmo di Carrara.
Altre stanze di rilievo sono la sala rossa, impreziosita da broccati di tale colore, la quale contiene dipinti di Jan Brueghel il Vecchio e Charles Le Brun. Come la maggior parte delle stanze, essa contiene interessanti mobili francesi del XVIII secolo. Dalla sala rossa si passa alla sala York. Arredata come camera da letto di Stato, è affrescata con le illustrazioni delle quattro stagioni ad opera di Gregorio de Ferrari. La sala successiva, conosciuta come sala gialla (o talvolta sala Luigi XV), è considerata un'altra stanza da letto per illustri ospiti.
Proseguendo si incontra la sala Mazzarino. Questo vano è modellato su stile italiano e dipinto con una boiserie policroma portata dalla Francia dal cardinale Giulio Mazzarino, il quale era imparentato per matrimonio con i Grimaldi. Un ritratto del cardinale troneggia sopra il camino marmoreo della stanza.

## La fortezza dei Grimaldi

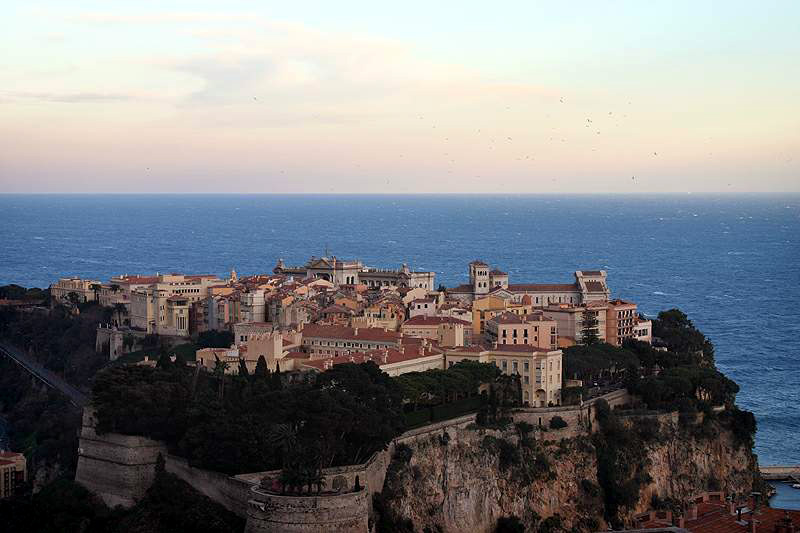
La rocca di Monaco che sovrasta il porto sul Mediterraneo. Il palazzo dei principi si trova sul culmine della rocca. La costruzione di stile palladiano sullo sfondo è il Museo Oceanografico fondato dal principe Alberto I di Monaco nel 1906. I resti della torre di Tutti i Santi e la serravalle sono visibili in basso a sinistra dell'immagine.

La storia di Monaco ha inizio con la conquista romana nel 122 a.C. Il suo ampio porto naturale, favorì poi l'attracco di visitatori da Biblo, Tiro e Sidone. Successivamente i fenici vi stabilirono un florido commercio di seta, olio e spezie con i nativi. Furono i fenici che introdussero nell'area il culto del dio Melkart, successivamente noto ai romani come Hercules Monoikos. È proprio in onore di questo dio che i romani chiamarono l'area Portus Hercules Moneici, che si evolse nei secoli nell'attuale Monaco.
La sede dei principi di Monaco venne stabilita sulla rocca come una fortezza nel 1191 quando il porto, che attualmente è detto "di Monte Carlo", venne acquistato dalla repubblica di Genova. Il porto e la sua area circostante vennero affidati ai genovesi dall'imperatore Enrico IV con l'idea che sarebbe stato compito dei genovesi difendere la costa dalla pirateria. Altre parti del territorio vennero cedute al concilio di Peille ed all'abbazia di Saint Pons. Nel 1215 si iniziarono i lavori per la costruzione di una nuova fortezza, che comprendesse quattro torri connesse da mura difensive. Questo formò l'estensione dell'attuale palazzo.
Genova fu importante nella politica del XII secolo in Europa. I genovesi erano un popolo di mercanti, e loro fonte di ricchezza era anche il ruolo di banchieri per conto di altri Stati. Ad ogni modo, i genovesi vennero divisi dai loro possedimenti ad opera di Federico II il quale si scontrò con il potere di papa Innocenzo IV, il che diede origine alle fazioni dei guelfi e dei ghibellini. I Grimaldi erano una famiglia guelfa, fedele al Papa, e vennero banditi da Genova per opera dei ghibellini che risultarono vittoriosi nello scontro. I Grimaldi presero quindi residenza nell'attuale area della riviera francese. Molti castelli in quest'area hanno il nome di Castello Grimaldi, il che dimostra la potenza e l'influenza che la famiglia godette nella regione.
Le leggende narrano che nel gennaio del 1297 Francesco Grimaldi, travestito da monaco, riuscì a prendere possesso della fortezza, assassinando le guardie che vi risiedevano per conto della repubblica di Genova. La fortezza divenne il caposaldo del potere dei Grimaldi e questo evento venne rappresentato con l'erezione di una statua dedicata a Francesco Grimaldi, il quale venne rappresentato anche nello stemma della famiglia regnante, come sostegno.
Carlo I, che resse la signoria di Monaco dal 1331 al 1357, e che era figlio del cugino di Francesco Grimaldi, Ranieri I, espanse significativamente i confini della fortezza aggiungendovi due grandi costruzioni: una a ridosso della parte ad est e la seconda sovrastante il mare. Questo cambiò l'aspetto della fortezza, rendendola più un palazzo fortificato che un vero e proprio castello. Le fortificazioni si dimostrarono estremamente utili anche negli anni successivi, quando la costruzione venne contesa tra genovesi e Grimaldi. Nel 1341 i Grimaldi ottennero Mentone e Roccabruna, consolidando il loro potere nell'area. Successivamente incrementarono le difese della rocca e della fortezza, difendendo meglio anche il porto di Monaco.
Per i secoli successivi furono i Grimaldi a difendere Monaco dagli attacchi di Genova, Pisa, Venezia, Napoli, Francia, Spagna, Germania, Inghilterra e Provenza. La fortezza venne frequentemente bombardata, danneggiata e restaurata. Successivamente ma gradualmente i Grimaldi si allearono con la Francia, il che rafforzò le loro posizioni sull'area.
Questo fatto fu evidente in particolare nel XV secolo quando sia la fortezza che la rocca vennero continuamente ampliate e rifatte, divenendo un comodo alloggio per 400 uomini. La lenta trasformazione del castello in palazzo iniziò in quest'epoca, dapprima sotto il governo di Claudina e del marito Lamberto Grimaldi, signori di Monaco (1457-1494), e poi con il loro figlio Giovanni II. Questo periodo vide l'espansione sulla costa ad est della fortezza, con la costruzione di nuove torri e bastioni, compresa la torre di Santa Maria, quella di Mezzo e quella a Sud. Queste nuove costruzioni contenevano le sale principali del palazzo e le sale di Stato, dove il principe amministrava le principali questioni della corte.

## Da fortezza a palazzo

### Luciano I (1505–1523)
A Giovanni II successe il fratello Luciano I. Nel dicembre del 1506, 14.000 soldati genovesi assediarono Monaco ed il suo castello; per quattro mesi 1.500 monegaschi e mercenari difesero la rocca ottenendo la vittoria nel marzo del 1507. Questo permise a Luciano I di preservare la propria indipendenza, destreggiandosi in diplomazia tra Francia e Spagna, alla quale il piccolo principato era assoggettato. Luciano ebbe come prima preoccupazione quella di riparare i danni della guerra: oltre alle già presenti strutture edificate da Lamberto Grimaldi e quelle costruite da Giovanni II, aggiunse altre costruzioni che costituiscono gli attuali appartamenti di Stato.

### Onorato I (1523–1581)
Durante il regno di Onorato I la trasformazione interna da fortezza a palazzo venne continuata. Il trattato di Tordesillas chiarificò la posizione di Monaco come protettorato spagnolo, posto sotto il governo dell'allora re di Spagna e imperatore Carlo V. Questo consentì ai signori di Monaco di concentrarsi sul rendere più confortevole la loro casa.
Il cortile venne ricostruito, l'architetto Dominique Gallo disegnò le due arcate: ricavate dalle prime strutture erette da Luciano I, consistevano in una loggia di dodici archi, decorate con balaustre di marmo nella parte superiore. Attualmente esse costituiscono la Galerie d'Hercule (Galleria di Ercole) dal momento che i loro soffitti vennero decorati con scene tratte dalla leggenda delle Dodici Fatiche di Ercole dipinte da Orazio De Ferrari durante l'ultima parte del regno di Onorato II. Dalla parte opposta del cortile nuove arcate vennero realizzate dal genovese Luca Cambiaso che vennero decorate con affreschi esterni. È risaputo che in questo periodo venne anche riedificata la galleria a nord, sovrastante il porto.
Altri abbellimenti vennero apportati allorché Carlo V, nel 1529, dormì per quattro notti nel palazzo durante un soggiorno in occasione della sua incoronazione a Bologna, avvenuta per mano del papa Clemente VII.
Sotto l'aspetto architettonico, questo fu un periodo di fermento ma Onorato II non fu capace di rimodellare la fortezza nel grande stile del palazzo rinascimentale. Malgrado la protezione spagnola, fu infatti costante il pericolo dell'attacco della Francia. Con questa idea, Onorato II si concentrò su due strutture: la torre di Tutti i Santi e i bastioni di Serravalle. La torre era una struttura semicircolare posta a guardia del promontorio della rocca. Completata con una piattaforma di cannoni, essa venne collegata allo stesso fortilizio. Passaggi sotterranei, inoltre, collegavano la torre al bastione di Serravalle, che era in sostanza un torrione tripartito munito di cannoni. Nel cortile principale venne anche installato un pozzo per fornire acqua sufficiente ad un contingente medio di 1000 uomini per resistere ad un assedio di 20 mesi, con un soffitto supportato da nove colonne.

### Onorato II (1597–1662)

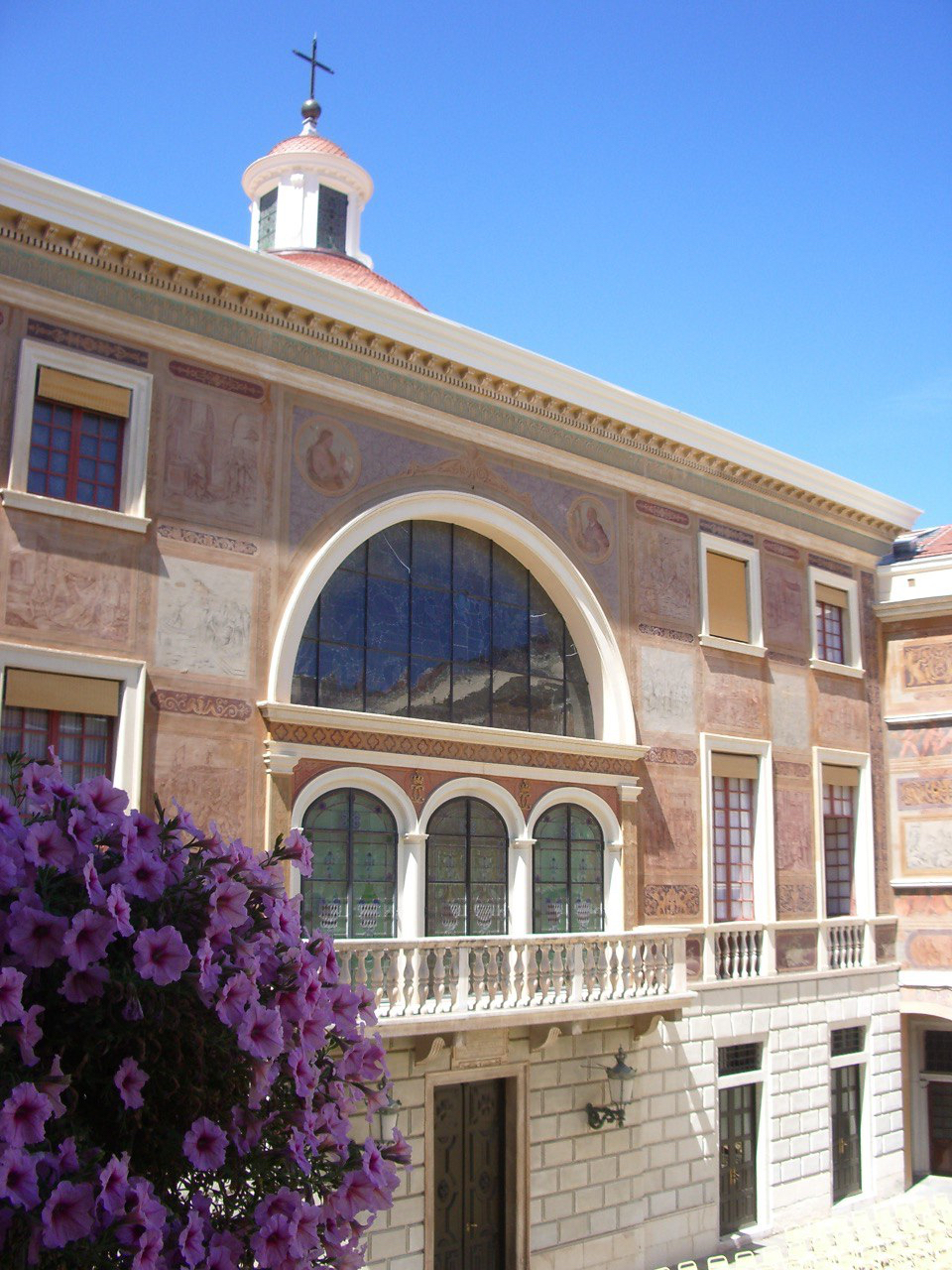
La cappella del palazzo

La vulnerabilità di Monaco fu evidente quando nel 1605 gli spagnoli vi posero un quartier generale stabile. Nel 1633 Onorato II, venne ufficialmente onorato del titolo di "Altezza Serenissima" dal re Filippo V di Spagna, riconoscendo Monaco come principato, per la prima volta. Ad ogni modo l'occupazione spagnola continuava e questo fatto venne visto come un modo per accontentare le pretese di Onorato di veder riconosciuto il proprio potere.
Onorato II fu un francofilo. A seguito della sua educazione a Milano, egli venne allevato al salone culturale di Parigi. Questo lo ravvicinò moltissimo alla Francia, culturalmente e politicamente, spingendolo a ribellarsi contro la Spagna. Nel 1641, supportato dalla Francia, espulse gli spagnoli dal principato, proclamandosi stato sovrano. Questo fatto fece sì però che lo stato divenisse protettorato francese sino al 1814.
Patrono delle arti, Onorato II collezionò opere di Tiziano, Dürer, Raffaello, Rubens e Michelangelo che formarono la base della collezione d'arte che venne a crescere nel palazzo e che contribuì alla sua sempre maggiore concezione di palazzo principesco.
Egli commissionò all'architetto Jacques Catone non solo di ampliare il palazzo, ma anche di ingentilire le fortificazioni nella loro apparenza estetica. La facciata del palazzo ottenne così nuovi abbellimenti decorativi. Venne realizzata la loggia superiore dell'ingresso. All'interno, gli appartamenti di stato vennero decorati e venne creata una nuova cappella munita di cupola, dedicata a san Giovanni Battista.

## L'assenza dei principi e la Rivoluzione (1662–1815)

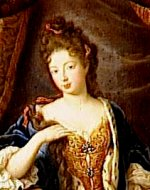
La principessa sovrana Luisa Ippolita di Monaco. Il palazzo principesco è rappresentato alle spalle di questo suo ritratto del 1712.

Tra la fine del XVII secolo e l'inizio del XVIII, mentre Monaco diveniva ufficialmente stato indipendente, esso rimase de facto una provincia francese. I suoi reggenti, infatti, trascorrevano gran parte del loro tempo alla corte francese, lasciando sovente Monaco per Versailles.
Onorato II venne succeduto dal nipote, il principe Luigi I, il quale ebbe il carattere di essere non solo un capo di Stato, ma anche un nobile di Francia. Impressionato dalle residenze reali francesi, impiegò l'architetto Jean du Cerceau per trarre ispirazione dal castello di Fontainebleau, per rimodellare il proprio palazzo a Monaco. Egli fu infatti responsabile di due grandi cambiamenti nel palazzo: il grandioso portale barocco d'entrata al palazzo, sormontato dallo stemma dei Grimaldi, ed una preziosa scala a due rampe, composta di trenta gradini ciascuna, i quali sarebbero stati scolpiti in un solo blocco di marmo di Carrara. Entrambi gli architravi delle nuove entrate e della scalinata d'onore vennero disegnati da Antoine Grigho, architetto originario di Como.
Legatosi alla corte papale, il suo mantenimento presso di essa ed una serie di impegni militari in Europa e contro l'Inghilterra (schierandosi a favore della Francia), costrinsero però Luigi I a vendere gran parte del patrimonio artistico accumulato dal padre.
Nel 1701, Antonio I che succedette a Luigi I abbellì ulteriormente le sale reali, decorate da Gregorio de Ferrari e da Alexandre Haffner. Il matrimonio di Antonio con Maria di Lorena fu infelice e diede alla coppia due sole figlie femmine, costringendo il padre a cambiare la costituzione ed a cedere il trono alla figlia Luisa Ippolita, maritata a Jacques de Goyon Matignon, un aristocratico francese della Normandia. Luisa Ippolita succedette al padre come principessa sovrana di Monaco nel 1731 ma morì il mese successivo. Il re di Francia, confermando lo status assoggettato di Monaco, ignorò le proteste degli altri rami della famiglia Grimaldi e approvò alla successione Jacques de Goyon Matignon col nome di Giacomo I.
Giacomo I assunse però l'obbligo di portare il cognome e le armi dei Grimaldi, anche se il suo peso di aristocratico francese lo fece essere sempre distante dalla corte monegasca. Egli morì nel 1751 e venne succeduto dal proprio figlio, il principe Onorato III.
Onorato III sposò Maria Caterina Brignole nel 1757 e successivamente chiese il divorzio da lei.

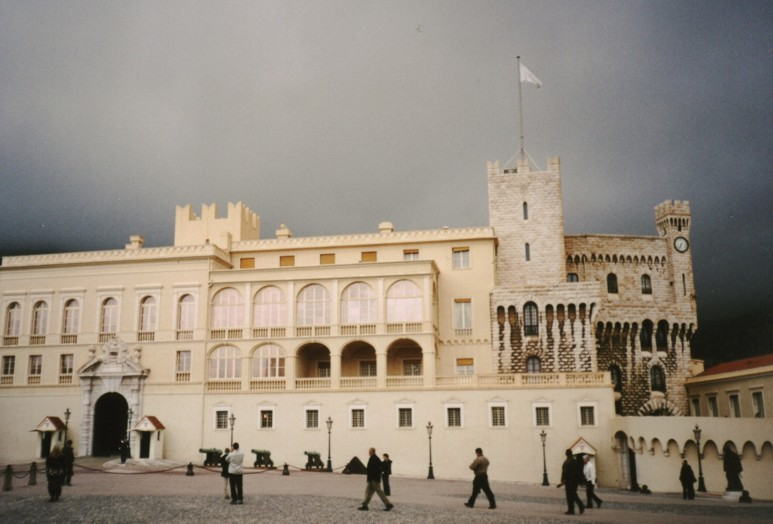
Alla fine del XVIII secolo il palazzo venne nuovamente restaurato. Onorato II creò il nuovo palazzo cercando di mascherare le fortificazioni e le torri genovesi.

Fu sotto il regno di Onorato III, inoltre che nel 1767 il principe Edoardo Augusto, duca di York, venne costretto per una malattia a risiedere al clima salubre di Monaco, alloggiando nella camera da letto che ancora oggi ha il nome di Sala York.
Nel 1793 i capi della rivoluzione francese annetterono Monaco allo Stato repubblicano e il principe Onorato venne imprigionato in Francia ed i suoi territori e le sue proprietà vennero fortificati dalla Francia, divenutane proprietaria.

## Il XIX secolo

### Il palazzo risorge
Ad Onorato III succedette il figlio Onorato IV (1758 – 1819) il quale aveva sposato Louise d'Aumont Mazarin e fu uno dei principali fautori della ripresa economica della fortuna della famiglia Grimaldi. Il 17 giugno 1814, secondo il trattato di Parigi, il principato di Monaco venne ricostituito e ridato a Onorato IV.

### La restaurazione

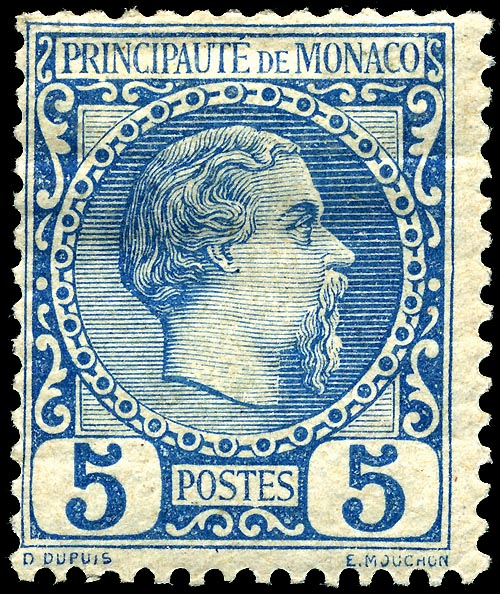
Il principe Carlo III completò il restauro del palazzo dopo la rivoluzione francese.

Onorato IV morì poco dopo aver ripreso possesso del trono di Monaco e la vera e propria ristrutturazione del palazzo ebbe effettivamente inizio sotto il figlio, Onorato V e continuata dalla sua morte, nel 1841, dal fratello, il principe Florestano, il che comunque vessò in continuazione in tremende condizioni finanziarie che perlopiù bloccarono i lavori alla residenza.
Florestano morì nel 1856 e suo figlio gli succedette con il nome di Carlo III. Mentone e Roccabruna vennero cedute ufficialmente alla Francia nel 1861, riducendo il territorio monegasco dell'80%. Carlo III poté però così dedicarsi al completamento ed al restauro del proprio palazzo, iniziato dallo zio Onorato V. Egli ricostruì la torre di Santa Maria e completò il restauro della cappella, aggiungendo un nuovo altare e facendo decorare i soffitti con affreschi ad opera di Jacob Froëschle e Deschler, che affrescarono anche la facciata esterna con pitture murarie illustranti le imprese eroiche dei Grimaldi. La sala delle Guardie venne decorata in stile neo rinascimentale e vi venne aggiunto un nuovo camino monumentale.
Carlo III tentò anche di ricostruire il patrimonio di mobili ed opere d'arte disperso durante gli anni della rivoluzione. Tra le varie opere che espose a palazzo e che sono ancora oggi visibili, si trovano numerosi ritratti dei principi di Monaco: Luciano I di de Predis; Onorato II di Philippe de Champaigne; Antonio I di Hyacinthe Rigaud ed il ritratto di Luisa Ippolita dipinto da van Loo ma anche veri capolavori come La lezione di musica del Tiziano.
Sempre Carlo III fece costruire a Monte Carlo il casinò che venne completato nel 1878, il che contribuì a sostenere l'economia del piccolo Stato.

## Il declino del potere dei Grimaldi
Durante gli anni della fine dell'Ottocento, il palazzo dei principi di Monaco non conobbe profondi mutamenti, ma i governanti si concentrarono maggiormente sulla reputazione della città, che divenne un attrattivo centro turistico per il gioco d'azzardo e per il lusso.

## Ranieri III
Sotto il governo di Ranieri III, dal 1949, anno della sua ascesa al trono, molti rifacimenti vennero iniziati sulla figura del palazzo: oltre agli affreschi, vennero restaurate alcune strutture distrutte durante la rivoluzione francese, ricostruendo in particolare gli appartamenti parte del palazzo dove la famiglia principesca vive abitualmente.
Gli affreschi decoranti le arcate d'entrata, la galleria di Ercole, furono modificati da Ranieri III il quale vi aggiunse lavori di Pier Francesco Mazzuchelli che rappresentano scene ed eroi mitologici, aggiungendo anche nuovo mobilio e nuove decorazioni in varie stanze. Vennero rinnovati molti pavimenti marmorei, decorati con intarsi e disegni col doppio monogramma "R" per Ranieri.

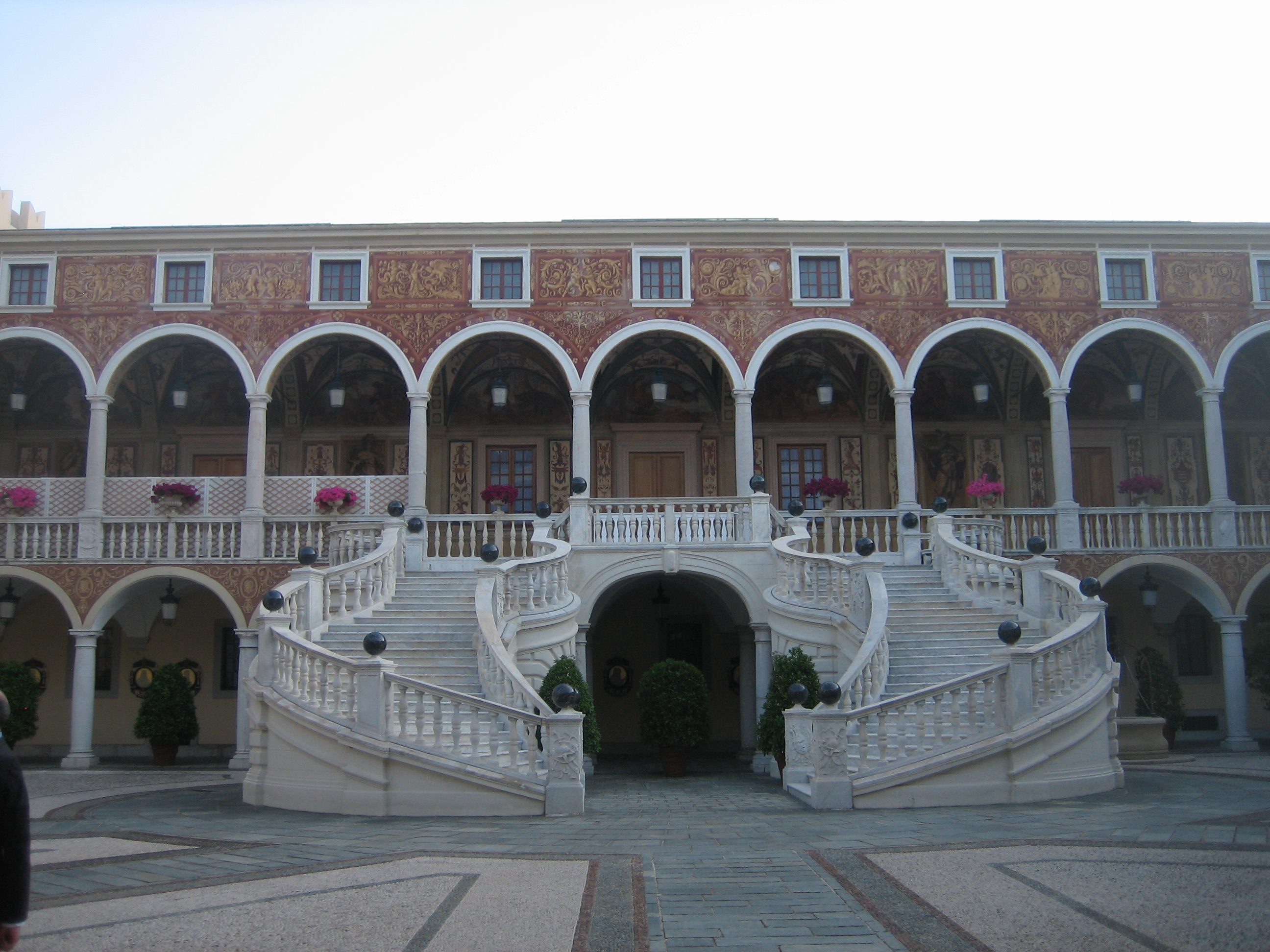
La corte d'onore

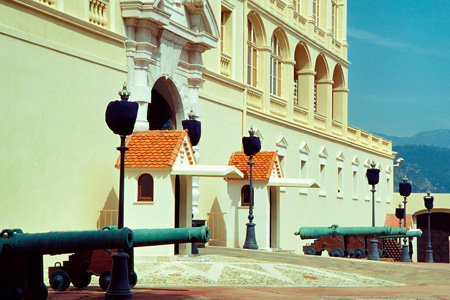
Le guardiole dei soldati sulla facciata, restaurate da Ranieri III

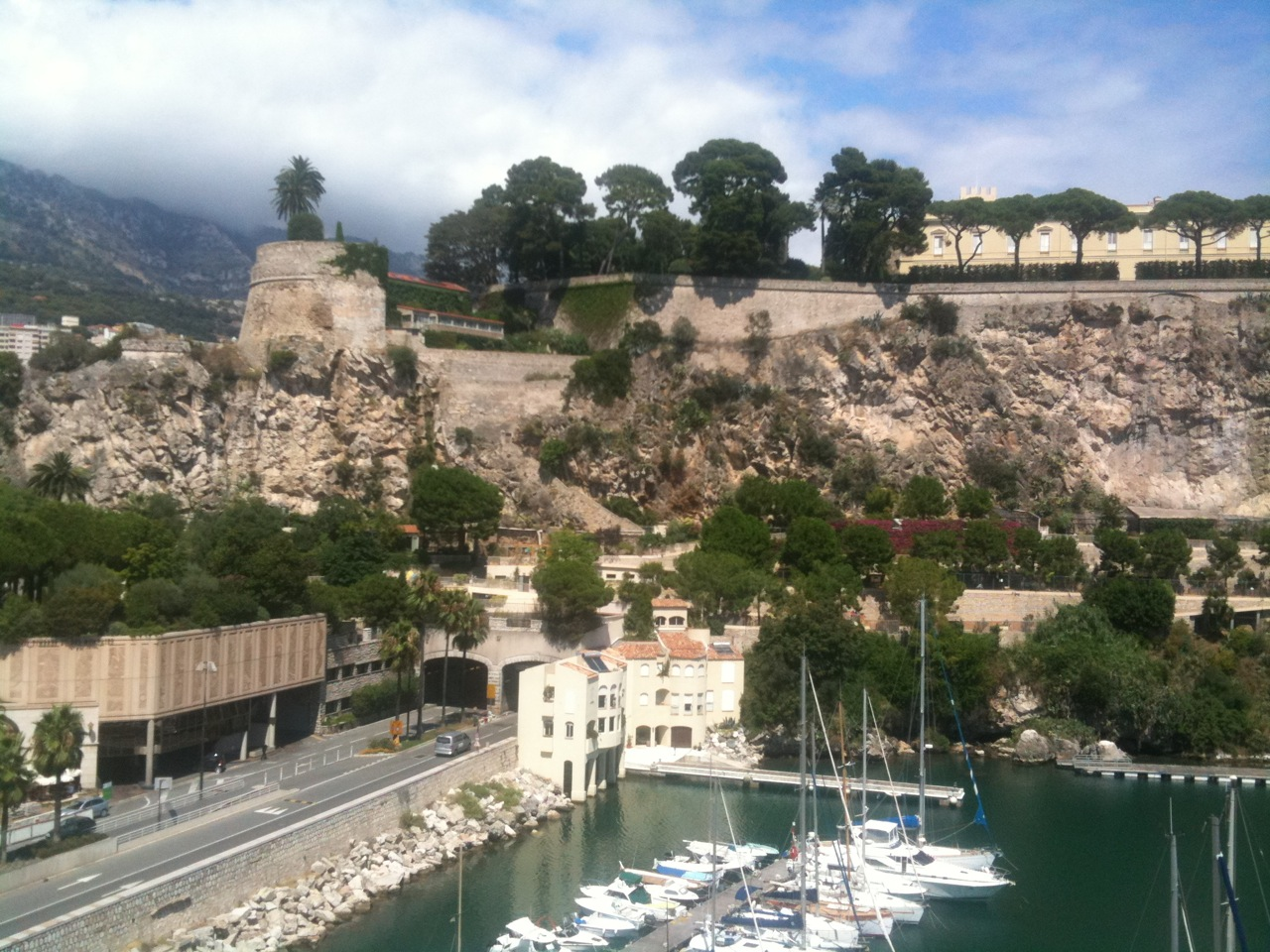
La rocca vista da Fontvieille con il torrione su cui svetta la statua bronzea di Ranieri III inaugurata nell'aprile 2010

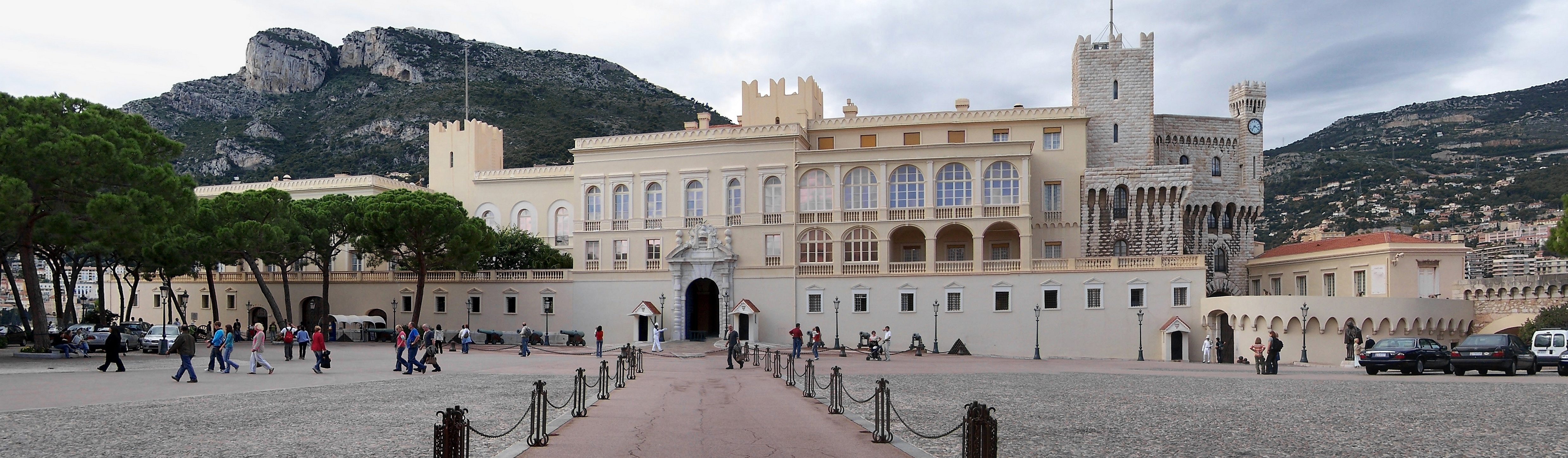
Veduta del palazzo